# 10.ª Brigada Mixta (Ejército Popular de la República)
La 10.ª Brigada Mixta, denominada originalmente como 1.ª Brigada Móvil de Choque, fue una unidad del Ejército Popular de la República que combatió durante la Guerra Civil Española. Durante casi toda la guerra permaneció integrada en la 46.ª División y participó en algunas de las principales batallas de la contienda: Guadalajara, Brunete, Teruel, Aragón y el Ebro.

## Historial
La 10.ª Brigada Mixta fue constituida el 21 de diciembre de 1936, formada originalmente sobre la base de las fuerzas de la columna mandada por Valentín González González «El Campesino». Estaba compuesta en su mayoría por militantes de ideología comunista, muchos de ellos procedentes del Quinto Regimiento. Inicialmente la unidad recibió varios nombres: primero fue denominada como Brigada Mixta «E», y luego como «1.ª Brigada Móvil de Choque».

### Frente del Centro
En enero, integrada en la 4.ª División mandada por Juan «Modesto», la 10.ª BM fue destinada a la zona de la Carretera de La Coruña con la misión de contener y rechazar una nueva ofensiva franquista. El 6 de enero participó en un potente contraataque a la altura del kilómetro 11 de la carretera. No llegó a participar en la Batalla del Jarama.
El 9 de marzo la brigada fue enviada al frente de Guadalajara y se incorporó a la 11.ª División de Enrique Líster. El Corpo di Truppe Volontarie (CTV) había lanzado una potente ofensiva en ese sector que emanazaba con amenazar la retaguardia republicana, por lo que la brigada de El Campesino pasó al contraataque junto a otras unidades republicanas. El día 12 logró reconquistar Trijueque junto a la XI Brigada Internacional. El día 18 cooperó con otras unidades en la reconquista de Brihuega, provocando una desbandada de los italianos. La victoriosa intervención en Guadalajara supuso una fuerte subida en la moral para los hombres de «El Campesino».
Poco después de los combates de Guadalajara, la ya denominada 10.ª Brigada Mixta fue agregada a la División «A» (renombrada más tarde como 10.ª División) y a mediados de abril la brigada tomó parte en un fallido asalto contra el Cerro Garabitas. Durante los siguientes meses la 10.ª BM pasó por un período de descanso y de reorganización. En el mes de mayo la unidad quedó incorporada a la nueva 46.ª División, que pasó a ser mandada por «El Campesino», mientras la 10.ª BM pasó a ser mandada por el cubano Policarpo Candón Guillén. En junio la brigada cedió uno de sus batallones de élite, que serviría de base para formar la nueva 101.ª Brigada Mixta.
En julio se encontraba preparada intervenir en la Ofensiva de Brunete. Varios asaltos iniciales fracasaron el 6 de julio, pero tras una reorganización la brigada logró avanzar y cercar la población de Quijorna. El día 9 los hombres de la 10.ª BM conquistaron Quijorna y lograron hacerse con un buen botín de guerra: 3 cañones antitanques, 3 morteros, 5 lanzallamas, algunas ametralladoras y más de 1000 fusiles. Los franquistas en Quijorna tuvieron 600 muertos y 200 soldados fueron hechos prisioneros. El 19 sus posiciones cerca de Quijorna fueron asaltadas por los requetés carlistas de la 5.ª Brigada de Navarra. El 24 volvió a sufrir un contraataque, que logró rechazar. Fue relevada de sus posiciones por la 49.ª Brigada Mixta. A continuación se retiró a sus cuarteles en Alcalá de Henares, donde permaneció junto a la 46.ª División situada en reserva.

### Frente de Aragón
El 21 de enero hubo de partir de Alcalá de Henares y marchar al Frente de Teruel, para reforzar las defensas republicanas después de que la capital turolense hubiera sido conquistada por el Ejército republicano el 7 de enero. Llegó al sector del río Alfambra el 23 de enero, y el día 27 participó en el asalto de Las Celadas. Durante el asalto falleció el comandante de la brigada, Policarpo Candón, que fue sustituido por el mayor de milicias Domiciano Leal. Durante las siguientes semanas defendió la posición de El Mansueto, donde logró resistir hasta el 20 de febrero, en que hubo de retirarse ante la presión enemiga. Mientras tanto una de las unidades de la brigada, el 2.º Batallón mandado por el mayor Justino Frutos, quedó cercado en la ciudad de Teruel junto a otras unidades, aunque finalmente logró escapar en condiciones extremadamente difíciles. Tras los combates de Teruel, la 10.ª BM volvió a sus cuarteles en Alcalá de Henares.
Tras el comienzo de la Ofensiva franquista de Aragón la brigada debió volver al Frente de Aragón para reforzar las defensas republicanas. El 27 de marzo llegó a la localidad de Borjas Blancas, para posteriormente participar en la Defensa de Lérida. La 10.ª BM tenía la misión de proteger el casco urbano de la ciudad y los accesos occidentales de la ciudad. Para el 1 de abril la 10.ª se encontraba defendiendo el Castillo de Gardeny, pero al mediodía perdió esta posición y comenzó una lenta retirada por las calles de Lérida —cubriendo a las otras unidades republicanas— hasta volver a cruzar el río Segre. La 46.ª División sería condecorada con la Medalla al Valor por su participación en la batalla ilerdense. La llegada al mar Mediterráneo de las fuerzas franquistas dejó cercada a la división en Cataluña.

### El Ebro y la retirada de Cataluña
En julio Domiciano Leal pasó a mandar la 46.ª División, sustituyéndole en la brigada el mayor Justino Frutos Redondo.
Tras un período de reorganización, la 10.ª BM se encontraba lista para intervenir en la Ofensiva del Ebro. El 25 de julio cruzó el río a la altura de Benifallet, avanzando hasta el río Canaleta y ocupando también Pinell de Bray. Sin embargo, fue en este punto donde los franquistas detuvieron su avance, sufriendo graves bajas al chocar con sus defensas. El 29 de julio hizo una tentativa para cortar la carretera que unía Gandesa con Tortosa (lo que habría cortado la llegada de los refuerzos franquistas), pero finalmente fracasó. 
A partir de entonces, pasó a la defensiva: el 2 de agosto se encontraba defendiendo las posiciones en torno al río Canaleta. Hasta el 14 de septiembre no fue relevada por fuerzas de la 11.ª División, tras lo cual regresó al frente y se situó Sierra de Lavall de la Torre. Aguantó en estas posiciones hasta el 6 de octubre, cuando perdió la cota 321, retirándose hacia Venta de Camposines y poco después volvería a cruzar el Ebro.
Muy desgastada tras meses de duros combates, la 10.ª BM se situó en Vinaixa a la espera de reorganizarse y recibir refuerzos. Sin embargo, el 23 de diciembre los franquistas lanzaron su Ofensiva de Cataluña y la brigada hubo de volver al combate: durante varios días logró detener el avance del CTV italiano, evitando que capturase la estratégica Borjas Blancas. Pero a comienzos de enero la resistencia se desvaneció y hubo de retirarse junto al resto del V Cuerpo de Ejército. El 13 de enero intentó alguna resistencia cerca de El Pla de Santa Maria. Cuatro días después ya se encontraba cerca de Igualada, tras lo cual comenzó su retirada hacia la Frontera francesa. A comienzos de febrero cruzó la frontera por el puesto fronterizo de Port-Bou.

## Mandos
Comandantes
- Mayor de milicias Valentín González;
- Mayor de milicias Policarpo Candón;[10]
- Mayor de milicias Domiciano Leal;[11]
- Mayor de milicias Justino Frutos;[12]
- Mayor de Milicias Alonso López Quintero;

Comisarios
- Félix Navarro Serrano, del PCE;
- José del Campo Sanz, del PCE;[13]
- Modesto Castrillo, del PCE;[14]